# Catedral de Vílnius
La Catedral de Vílnius (en lituà: Vilniaus Šv. Stanislovo ir Šv. Vladislovo arkikatedra bazilika), és la principal església de culte catòlic en Lituània. Es troba a la part medieval de la ciutat de Vílnius,–a la plaça de la Catedral– que està inscrita en el Patrimoni Mundial de la UNESCO (1994). És al centre de la vida espiritual de Lituània, i està dedicada a sant Estanislau i sant Ladislau amb una capella especial dedicada a sant Casimir, aquesta capella és centre de pelegrinatge de tot el país i països veïns.
A l'interior de la catedral, hi ha més de quaranta obres d'art (frescs i pintures), datades entre els segles xvi i xix. Durant la restauració de la catedral, van ser descoberts el que es creu que eren l'altar i el terra original d'un temple pagà construït a l'època del baptisme del rei Mindaugas, a més a més de les restes de la catedral construïda el 1387. Un fresc que data del segle xiv, descobert al mur d'una capella subterrània, és la pintura mural més antiga coneguda a Lituània.

## Història

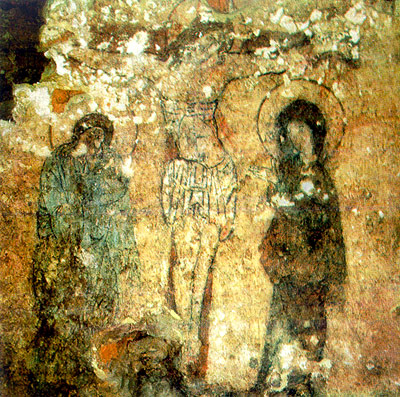
Un fresc de la catedral datat de la cristianització de Lituània

Es creu que abans del cristianisme, el déu pagà bàltic Perkūnas era adorat en aquest lloc. El rei lituà Mindaugas, després de la seva conversió al cristianisme, va fer construir una catedral el 1251. Els vestigis d'aquesta església arcaica de forma quadràtica amb tres naus i contraforts massissos van ser descoberts a la fi del segle xx. Després de la mort de Mindaugas el 1263, la catedral va tornar al culte pagà.
Va ser el 1387, quan Lituània es va convertir oficialment al cristianisme, que es va construir una segona catedral, gràcies a una butlla de fundació del papa Urbà VI (12 de març de 1388). L'edifici d'estil gòtic amb cinc capelles, va ser destruït per un incendi el 1419. Vytautas el Gran, va manar construir, per la seva coronació, un edifici més gran en el seu lloc, amb tres naus i quatre torres en els seus angles. El viatger flamenc Guillebert de Lannoy va descriure similituds amb la catedral de Frombork. Algunes parets i pilars són encara visibles avui dia. El 1522 es va restaurar la catedral i el campanar construït sobre la teulada d'una torre defensiva. Va haver de tornar a ser reconstruïda després de l'incendi sofert el 1530, és quan entre 1534 i 1557 es van afegir noves capelles i criptes. La catedral amb totes aquestes múltiples reconstruccions va adquirir elements arquitectònics relacionats amb el gòtic, renaixement i barroc.
L'any 1529, Segimon August va ser coronat Gran Duc de Lituània a la catedral. Després d'un nou incendi el 1610, es va reconstruir afegint-se dues noves torres a la façana. La catedral va sofrir danys durant la guerra de 1655, estant reformada i decorada algunes vegades més. Entre 1623 i 1636, per iniciativa de Segismon III de Polònia, l'arquitecte de la cort Constantí Tencalla va construir la capella de sant Casimir de Polònia d'estil barroc en pedra sueca i marbre dels Carpats. L'interior va ser reconstruït el 1691-1691 i decorat amb frescs de Michelangelo Palloni, a més a més d'un altar en estuc realitzat per l'escultor italià Pietro Perti. El 1769 es va ensorrar una de les torres i va destruir part de les voltes del sostre de la catedral, matant sis persones.

### Edifici actual

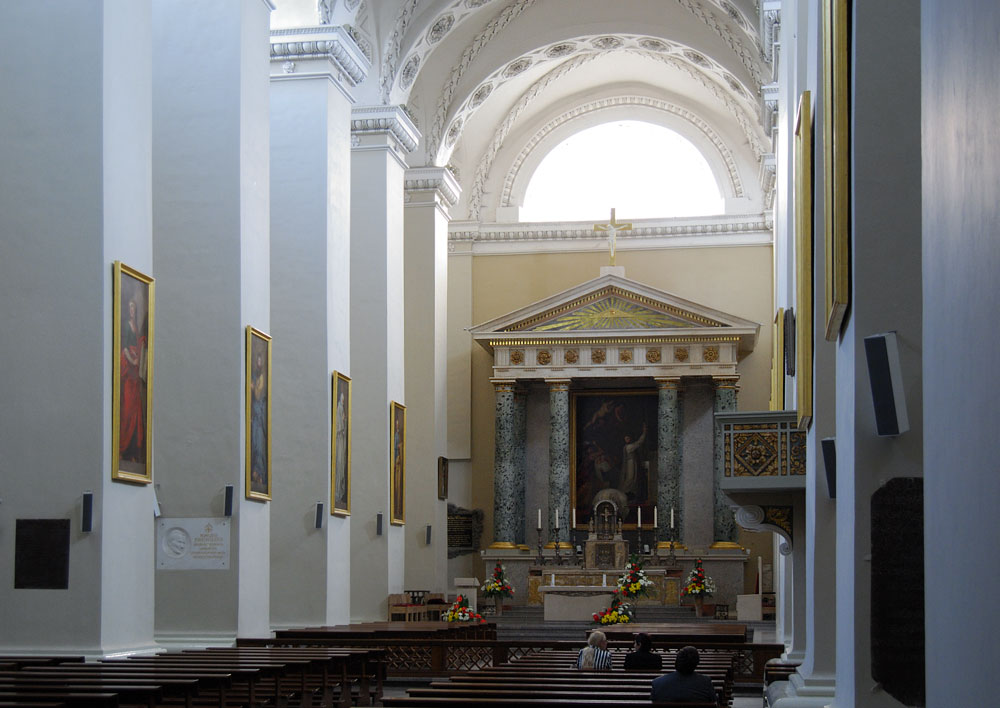
Interior de la catedral

Després d'aquest accident el bisbe de Vílnius, Ignacy Jakub Massalski, va ordenar la reconstrucció de la catedral, van començar les obres el 1779 i van finalitzar el 1783. L'aspecte actual de la catedral és d'aquesta reconstrucció, en particular els treballs de l'arquitecte lituà Laurynas Gucevičius que la va realitzar a estil neoclàssic. L'interior va ser acabat el 1801 sota la direcció de l'arquitecte Michael Schulz.
L'interior presenta una planta de tres naus, la central més gran que les dues laterals separades per pilars i amb voltes de creueria. Les naus laterals tenen en total once capelles. La façana principal està decorada amb escultures dels quatre evangelistes, esculpides per l'italià Tommaso Righi. Alguns experts subratllen la semblança de la catedral amb l'estil de l'arquitecte Andrea Palladio o la influència de Gucevičius, inspirada en Claude-Nicolas Ledoux. La influència del pal·ladianisme és evident a les façanes laterals de l'edifici. La falta de puresa de l'arquitectura clàssica, causada per l'addició d'elements barrocs o d'altres estils, ha estat criticada per alguns arquitectes.
Entre 1786 i 1792, van ser col·locades tres escultures de Kazimierz Jelski a la part alta del frontó de la façana de la catedral, representant sant Casimir a la part sud, sant Estanislau al nord i Santa Helena en el centre. Aquestes escultures van ser retirades el 1950 i tornades a col·locar el 1997. L'escultura de sant Casimir simbolitza a Lituània, la de sant Estanislau a Polònia i a Rússia santa Helena.
La catedral i el campanar exent van ser completament reformats entre 2006 i 2008. Les façanes pintades novament, han millorat l'aspecte exterior de l'edifici i els seus elements que no havien estat renovats des de la restauració de 1990 realitzada en honor de la independència de Lituània.